# Rio Arado
O rio Arado é um rio que nasce na envolvente do Curral do Camalhão (41°43'25.53"N; 8° 7'46.98"W), serra do Gerês, a norte do vale Teixeira e desagua no rio Fafião em Fafião, (41°42'10.88"N; 8° 6'33.50"W), freguesia de Cabril, concelho de Montalegre, distrito de Vila Real, no norte de Portugal.
Da famosa cascata do Arado (41°43'25.53"N; 8° 7'46.98"W)  até à foz, tem um leito com comprimento superior a 5 km e desde a nascente até à foz o seu comprimento é de mais de 8 km.
Em alguns pontos do leito deste rio encontram-se cascatas que fazem parte dos percursos turísticos marcados no Parque Nacional Peneda-Gerês.